# Bốn mùa (Vivaldi)
Bốn mùa (tiếng Anh: The Four Seasons; tiếng Ý: Le quattro stagioni) là một bộ bốn concerto cho violin của Antonio Vivaldi sáng tác năm 1725. Bốn mùa là tác phẩm nổi tiếng nhất của Vivaldi, và là một trong những tác phẩm phổ biến nhất trong các tiết mục âm nhạc cổ điển. Kết cấu của mỗi concerto được thay đổi, giống như mỗi mùa tương ứng.
Các concerto được xuất bản lần đầu năm 1725 như một phần của một tập hợp mười hai concerti, Op. 8, mang tên Il Cimento dell'armonia e dell'inventione (Cuộc thi giữa Harmony và Invention).

## Danh sách các concerto và các chương
- Concerto số 1 giọng Mi trưởng, Op. 8, RV 269, "La primavera" (Xuân)
  1. Allegro (giọng Mi trưởng)
  2. Largo e pianissimo sempre (giọng Đô thăng thứ)
  3. Allegro pastorale (giọng Mi trưởng)
- Concerto số 2 giọng Son thứ, Op. 8, RV 315, "L'estate" (Hạ)
  1. Allegro non molto (giọng Son thứ)
  2. Adagio e piano – Presto e forte (giọng Son thứ)
  3. Presto (giọng Son thứ)
- Concerto số 3 giọng Pha trưởng, Op. 8, RV 293, "L'autumno" (Thu)
  1. Allegro (giọng Pha trưởng)
  2. Adagio molto (giọng Rê thứ)
  3. Allegro (giọng Pha trưởng)
- Concerto số 4 giọng Pha thứ, Op. 8, RV 297, "L'inverno" (Đông)
  1. Allegro non molto (giọng Pha thứ)
  2. Largo (giọng Mi giáng trưởng)
  3. Allegro (giọng Pha thứ)

## Trình bày của Wichita State University Chamber Players
Các bản thu sau được thu ngày 6 tháng 2 năm 2000, trình bày bởi Wichita State University Chamber Players. Nghệ sĩ solo là John Harrison.
| I. Allegro |  |
|            |  |
|            |  |

| II. Largo |  |
|           |  |
|           |  |

| III. Allegro |  |
|              |  |
|              |  |

| I. Allegro non molto |  |
|                      |  |
|                      |  |

| II. Adagio |  |
|            |  |
|            |  |

| III. Presto |  |
|             |  |
|             |  |

| I. Allegro |  |
|            |  |
|            |  |

| II. Adagio molto |  |
|                  |  |
|                  |  |

| III. Allegro |  |
|              |  |
|              |  |

| I. Allegro non molto |  |
|                      |  |
|                      |  |

| II. Largo |  |
|           |  |
|           |  |

| III. Allegro |  |
|              |  |
|              |  |